# 周曾 (唐朝)
周曾（？—783年），唐朝军事人物。本李希烈部将，担任淮宁都虞候。
周曾与镇遏兵马使王玢、押牙姚憺、韦清号四公子。李希烈反唐，建中二年（781年），李承派遣亲信臧叔雅往来于许州和蔡州，深深结纳周曾等人，与他们暗中谋算李希烈。周曾、王玢、姚憺、韦清暗中向李勉表示归诚之意。王玢为许州镇遏使。建中四年（783年）哥舒曜取汝州，李希烈派遣周曾与王玢、姚憺、吕从贲、康秀琳等十将带领兵马三万人攻打哥舒曜。来到襄城以后，周曾等人秘密策划回军蔡州袭击李希烈，拥戴颜真卿为节度使，让王玢、姚憺、韦清担任内应，密求毒药毒死李希烈。李希烈派义子十人跟随周曾到达襄城，知其谋以告。李希烈得知此事以后，派遣别将李克诚带领骡军三千人袭击周曾等人，杀掉了周曾，并且杀掉王玢、姚憺及其同党。韦清与周曾等人约定，一旦事情泄露，不可相互牵连，所以他独自得以幸免。韦请担心终究还会招致祸患，便劝说李希烈让他到朱滔那里求援，李希烈派他去了，他来到襄邑县的时候，便逃奔到刘洽之处。李希烈听说周曾等人已有变故，便将营垒关闭了好几天，他的那些前去侵犯尉氏、郑州的党羽闻知此事，也逃了回来。于是，李希烈向朝廷上表，将一切罪名都推到周曾等人身上，自己领兵返回蔡州，表面上表示悔过，顺从朝廷，实际上却是等候朱滔等人的援兵。他把颜真卿安置在龙兴寺。三月十七，朝廷颁诏追赠周曾太尉，王玢为司徒，姚憺为工部尚书，擢韦清安定郡王，实封二百户。又有吕贲、康秀琳、梁兴朝、贾乐卿、侯仙钦都死在李希烈之难，赠吕贲、康秀琳尚书左右仆射，梁兴朝等为尚书，派遣萧昕致祭境上。命李勉、哥舒曜访其家子孙，下诏虽三世有罪，常降一等。周曾无后，贞元年间，其女及周曾兄子周酆争袭封，有司奏周曾首谋归顺，身死贼手，不幸绝嗣，宜令周酆以五十户奉祀，其女也封五十户。